# Перелік космічних запусків у 2017 році
Перелік космічних запусків у 2017 році
Найпомітнішим етапом космічних польотів в 2017 році буде  перший політ капсули SpaceX Dragon 2, з метою відновлення можливості для польотів людини в космос з США, як це передбачено в програмі Commercial Crew Development НАСА. У США польоти з екіпажем були зупинені після закриття програми Space Shuttle в 2011 р. Однак перший випробувальний політ Боїнга CST-100 Starliner та дебют місій з астронавтами на борту нових суден були перенесені на 2018.

## Орбітальні запуски
|  |  |  | Орбіта | Призначення |  | Результат |
|  |  |  | ------ | ----------- |  | --------- |
|  |  |  |        |             |  |           |
|  |  |  |        |             |  |           |
|  |  |  |        |             |  |           |

### February
|-
Шаблон:TLS-RL
Шаблон:TLS-RL
Шаблон:TLS-RL
Шаблон:TLS-RL
Шаблон:TLS-RL
|colspan=7| Шаблон:TLS-M

## Підсумок орбітальних запусків

### За країнами
Для цілей цього розділу, щорічний підрахунок орбітальних запусків по країні додає кожний запуск до країни походження ракети, а не до постачальника послуг або запуску на космодромі. 
Наприклад, запуски Союз по Arianespace в Куру підраховуються за Росією, тому що Союз-2 є російська ракета.
| Країна | Країна            | Запуски | Успішні | Невдачні | Partial failures | Зауваження                          |
| ------ | ----------------- | ------- | ------- | -------- | ---------------- | ----------------------------------- |
|        | КНР               | 2       | 2       | 0        | 0                |                                     |
|        | Європейський Союз | 0       | 0       | 0        | 0                |                                     |
|        | Індія             | 0       | 0       | 0        | 0                |                                     |
|        | Японія            | 2       | 1       | 1        | 0                |                                     |
|        | Росія             | 1       | 1       | 0        | 0                | Includes Soyuz launches from Kourou |
|        | США               | 2       | 2       | 0        | 0                |                                     |
| World  | World             | 7       | 6       | 1        | 0                |                                     |

### За ракетами

#### За сімеством
| Родина     | Країна | Запуски | Успішні | Невдачі | Частково невдачні | Зауваження |
| ---------- | ------ | ------- | ------- | ------- | ----------------- | ---------- |
| Atlas      | США    | 1       | 1       | 0       | 0                 |            |
| Falcon     | США    | 1       | 1       | 0       | 0                 |            |
| H-II       | Японія | 1       | 1       | 0       | 0                 |            |
| Kuaizhou   | КНР    | 1       | 1       | 0       | 0                 |            |
| Long March | КНР    | 1       | 1       | 0       | 0                 |            |
| R-7        | Росія  | 1       | 1       | 0       | 0                 |            |
| S-Series   | Японія | 1       | 0       | 1       | 0                 |            |

#### За типом
| Rocket       | Країна | Family     | Запуски | Успішні | Невдачні | Частково невдачні | Зауваження |
| ------------ | ------ | ---------- | ------- | ------- | -------- | ----------------- | ---------- |
| Атлас V      | США    | Atlas      | 1       | 1       | 0        | 0                 |            |
| Falcon 9     | США    | Falcon     | 1       | 1       | 0        | 0                 |            |
| Kuaizhou     | КНР    | Kuaizhou   | 1       | 1       | 0        | 0                 |            |
| H-IIA        | Японія | H-II       | 1       | 1       | 0        | 0                 |            |
| Long March 3 | КНР    | Long March | 1       | 1       | 0        | 0                 |            |
| SS-520       | Японія | S-Series   | 1       | 0       | 1        | 0                 |            |
| Союз         | Росія  | R-7        | 1       | 1       | 0        | 0                 |            |

#### By configuration
| Rocket               | Country | Type         | Launches | Успішні | Невдачні | Частково невдачні | Зауваження |
| -------------------- | ------- | ------------ | -------- | ------- | -------- | ----------------- | ---------- |
| Атлас V 401          | США     | Atlas V      | 1        | 1       | 0        | 0                 |            |
| Falcon 9 Full Thrust | США     | Falcon 9     | 1        | 1       | 0        | 0                 |            |
| H-IIA 204            | Японія  | H-IIA        | 1        | 1       | 0        | 0                 |            |
| KZ-1A                | КНР     | Kuaizhou     | 1        | 1       | 0        | 0                 |            |
| Long March 3B        | КНР     | Long March 3 | 1        | 1       | 0        | 0                 |            |
| SS-520-4             | Японія  | S-Series     | 1        | 0       | 1        | 0                 |            |
| Союз 2.1b or STB     | Росія   | Soyuz-2      | 1        | 1       | 0        | 0                 |            |

### За космодромом
| Сайт           | Країна  | Запуски | Успішні | Невдачні | Частково невдачні | Зауваження |
| -------------- | ------- | ------- | ------- | -------- | ----------------- | ---------- |
| Cape Canaveral | США     | 1       | 1       | 0        | 0                 |            |
| Jiuquan        | КНР     | 1       | 1       | 0        | 0                 |            |
| Куру           | Франція | 1       | 1       | 0        | 0                 |            |
| Tanegashima    | Японія  | 1       | 1       | 0        | 0                 |            |
| Uchinoura      | Японія  | 1       | 0       | 1        | 0                 |            |
| Vandenberg     | США     | 1       | 1       | 0        | 0                 |            |
| Січан          | КНР     | 1       | 1       | 0        | 0                 |            |

### За орбітою
| Orbital regime                          | Запуски | Achieved | Not Achieved | Accidentally Achieved | Зауваження |
| --------------------------------------- | ------- | -------- | ------------ | --------------------- | ---------- |
| Transatmospheric                        | 0       | 0        | 0            | 0                     |            |
| Низька Орбіта                           | 3       | 2        | 1            | 0                     |            |
| Геосинхронна орбіта/Геоперехідна орбіта | 4       | 4        | 0            | 0                     |            |
| Середня Орбіта                          | 0       | 0        | 0            | 0                     |            |
| Висока Орбіта                           | 0       | 0        | 0            | 0                     |            |